# Studená válka (Star Wars)
Studená válka je fiktivní konflikt a zároveň křehké mírové soužití v prostředí Hvězdných válek mezi Republikou a Sithským impériem, který se odehrával více než tři a půl tisíciletí před událostmi z filmové série. Jednalo se nikoliv o válku, v níž se bojovalo vojensky, ale o ideologickou válku s úmyslem získat nad druhým výhody na poli znalostním, vědeckém, technologickém, ideologickém. Do značné míry byl tento konflikt podobný Studené válce mezi USA a SSSR v reálném světě. Započal jako následek Coruscantské mírové smlouvy mezi Republikou a Impériem a skončil o 12 let později jejím porušením.
Tato epocha z velké části předznamenala děj počítačové hry Star Wars: The Old Republic, který začíná posledním rokem Studené války.

## Pozadí konfliktu
Dle podmínek mírové dohody mezi Republikou a Impériem měly být na všech frontách v Galaxii zastaveny všechny boje a Republika se musela stáhnout a zanechat mnoho světů bez ochrany výměnou za zachování Coruscantu, který během vyjednávání Sithové obsadili a drželi jako rukojmí. Opuštěné světy pak do sebe absorbovalo Impérium a v celé Republice vyvolaly okolnosti podpisu dohody úlevu a budovatelské poválečné nadšení, ale i všeobecné pohoršení a znechucení nad ponížením Republiky.
Řád Jedi byl po podepsání dohody nucen opustit Coruscant, protože byl označován za hlavního viníka porážky, a stáhnul se na svou dávnou domovinu Tython. Naproti tomu Sithové byli na vrcholu své moci a upevňovali svou autoritu na dobytých územích. Sithský lord Vitiate svěřil správu Impéria zcela do rukou Temné rady dvanácti Temných pánů a jal se hledět jen vlastních zájmů, protože „necítil“ potřebu dobýt celou galaxii.
V galaxii sice panoval křehký mír, avšak při hranicích nebo na strategických světech, kde měly oba superstáty své zájmy, se odehrálo několik menších ozbrojených konfliktů. Ty mohly přerůst ihned v plnohodnotnou válku, ale ta nebyla pro ani jednu stranu momentálně žádoucí, aspoň zatím.

### Povstali noví bojovníci
V čase Studené války dorostla do bojeschopnosti čtveřice nových hrdinů, které měly hrát rozhodující roli v konfliktu mezi Impériem a Republikou. Byl jím mimořádně nadaný Jedi, jenž dosáhl jako jeden z mála čestného titulu Barsen'thor, a mladý rytíř Jedi, který byl později znám titulem „Hrdina z Tythonu“.
Barsen'thor dokázal ještě před ziskem tohoto titulu zachránit řád před vyhlazením, když objevil zapomenutou techniku Síly, s níž vyléčil ostatní Jedie a mistry ze záhadného moru, který je málem zabil. Povedlo se mu identifikovat zdroj nákazy a nebyl jím nikdo jiný, než Sith jménem Lord Vivicar, který býval Jediem, ale propadl Temné straně Síly při své tajné misi na sithskou planetu Malachor III, kde měl dělat špionáž ve zdejších tajně zbudovaných laboratořích. Barsen'thor porazil nejen jeho, ale i jeho "mistra" ducha sithského lorda Terraka Morrhageho.
Mezi nové hrdiny však nepatřili jen Jediové, ale i dva výteční bojovníci. Během Studené války začali se svým výcvikem pašerák Voidhound a také pozdější velitel elitní jednotky Havoc Squad. Všichni čtyři jsou dosud bezejmenní a na kanonické jméno zatím čekají.
Také Impérium našlo ve svých řadách talentované bojovníky, kteří měli rozhodnout o osudu konfliktu. Patřili mezi ně imperátorův vyvolený, zvaný pod přezdívkou Císařův hněv, a bývalý otrok Darth Nox. Oba byli odesláni na planetu Korriban, aby podstoupili tvrdý výcvik mistrů Dartha Zashe a Dartha Barase. Kromě těchto bojovníků se světelnými meči rostli schopní příslušníci imperiálních sil i mimo elitní Silové jednotky, jako byl nadaný imperiální tajný agent Cipher Nine a bezejmenný námezdní lovec, který na Nal Huttě vyhrál Hutty organizovanou soutěž Velký lov.

## Doprovodné konflikty
Ve většině galaxie podpisem mírové dohody skutečně nastal mír, ovšem některé planety byly i nadále bojištěm, ať už kvůli občanským válkám, nebo pokračování konfliktu z důvodu odmítnutí se podvolit Temným pánům.

### Okupace Balmorry
O Balmorru se bojovalo prakticky po celou dobu uplynulé Velké galaktické války. Její hrdí obyvatelé byli sice na začátku v roce 3 681 BBY ovládnuti Sithy, které sem přilákalo velké surovinové a vojenské bohatství, ale o svou svobodu Balmořané bojovali dále vytvořením mohutného podzemního odboje. Ten byl po většinu války i nynější Studené války i přes svou úspěšnost značně roztříštěný, proto se nikdy nepovedlo sithskou nadvládu zlomit. Republika si byla po celou tu dobu vědoma jejich boje s okupanty, takže zprvu tajně na planetu posílala vojenské poradce, posily a zbraně, ale postupem času ztrácela o tuto planetu z důvodu naléhavosti na jiných místech zájem. Odboj tedy nakonec zůstal osamocený.
Po podpisu mírové dohody v roce 3 653 BBY Balmořané pokračovali v odboji, ale tentokrát jim už republiková armáda, sice neoficiálně, ale přece pomohla tajným výsadkem, jež zde zanechala při ústupu z válečných front, aby pomohla vést odbojářům proti Sithům zákopovou válku. Na planetě však byla stále držena v zajetí republiková 419. demoliční divize a rytíř Jedi Fortris Gall se vydal ji vysvobodit, čímž zdržel stažení vojsk ze sithského prostoru. To vedlo k útoku Sithů na republikové konvoje a k bitvě o Balmorru.
Po deseti letech začala Republika na planetu dopravovat další a další své vojáky, aby pomohli Balmořanům, kteří se cítili být Republikou opuštěni, ale stále aktivně bojovali proti Impériu. Měli jim pomoct vymanit se z imperiální nadvlády, aniž by ohrozili platnost mírové dohody, a čekali zde na opětovné vypuknutí války, aby se mohli zapojit aktivně. Byla to ta samá jednotka, která zde byla držena před deseti lety v zajetí.
Několik dnů po vypuknutí druhé velké galaktické války vtrhla na planetu republiková armáda spolu s Barsen'thorem, jenž byl na misi pomoci Riftské alianci, aby se vrátila zpět do Republiky, a přesvědčit ji měl osvobozením Balmorry. Spolu s velitelem odbojářů Zennithem dokázal po nějaké době vystopovat sithskou guvernérku Darth Lachris a sithskou lady Darth Minax. V duelu se světelnými meči je tento Jedi porazil. Mezitím odboj s republikovými výsadky zlikvidovaly imperiální vojsko a Balmorra byla v roce 3 652 BBY opět osvobozena a přičleněna zpět do Republiky.